# Elitserien w piłce siatkowej mężczyzn (2020/2021)
Elitserien 2020/2021 – 60. sezon mistrzostw Szwecji w piłce siatkowej zorganizowany przez Szwedzki Związek Piłki Siatkowej (Svenska Volleybollförbundet). Zainaugurowany został 26 września 2020 roku i trwał do 24 kwietnia 2021 roku.
W rozgrywkach uczestniczyło 11 drużyn. Przed początkiem sezonu wycofały się Linköpings VC i Säters IF VBK. Z Division 1 dołączyły Uppsala VBS i Floby VK.
Rozgrywki składały się z fazy zasadniczej oraz fazy play off, w ramach której odbyły się 1/8 finału, ćwierćfinały, runda dodatkowa, półfinały, mecze o 3. miejsce oraz finały.
Po raz dziewiąty mistrzem Szwecji został Hylte/Halmstad VBK, który w finałach fazy play-off pokonał Falkenbergs VBK. Trzecie miejsce zajął klub Sollentuna VK.
W sezonie 2020/2021 w Pucharze Challenge Szwecję reprezentował klub Sollentuna VK.

## System rozgrywek
Elitserien w sezonie 2020/2021 składała się z fazy zasadniczej oraz fazy play-off (SM-slutspelet).

### Faza zasadnicza
W fazie zasadniczej 11 drużyn rozgrywa ze sobą po dwa spotkania systemem kołowym (każdy z każdym – mecz u siebie i rewanż na wyjeździe). Miejsce w fazie zasadniczej decyduje o rozstawieniu w fazie play-off.
Drużyny z miejsc 1-6 fazę play-off rozpoczynają bezpośrednio od ćwierćfinałów, natomiast te z miejsc 7-10 rywalizują w 1/8 finału.
RIG Falköping uczestniczy wyłącznie w fazie zasadniczej.

### Faza play-off
Faza play-off składa się z 1/8 finału, ćwierćfinałów, rundy dodatkowej, półfinałów, meczów o 3. miejsce oraz finałów.
1/8 finału

W 1/8 finału uczestniczą drużyny z miejsc 7-10 fazy zasadniczej. Tworzą one pary według klucza:
- para 1: 7. miejsce w fazie zasadniczej – 10. miejsce w fazie zasadniczej,
- para 2: 8. miejsce w fazie zasadniczej – 9. miejsce w fazie zasadniczej.

Zespoły w ramach pary rozgrywają dwumecz. O awansie do ćwierćfinałów decyduje liczba wygranych meczów. Jeżeli obie drużyny wygrają po jednym spotkaniu, o awansie decyduje tzw. złoty set grany do 15 punktów z dwoma punktami przewagi jednej z drużyn.
Ćwierćfinały

W ćwierćfinałach uczestniczy sześć najlepszych drużyn fazy zasadniczej oraz zespoły, które awansowały z 1/8 finału. Tworzą one pary według klucza:
- para 1: 1. miejsce w fazie zasadniczej – 4. miejsce w fazie zasadniczej;
- para 2: 2. miejsce w fazie zasadniczej – 3. miejsce w fazie zasadniczej;
- para 3: 5. miejsce w fazie zasadniczej – zwycięzca w parze 2 1/8 finału;
- para 4: 6. miejsce w fazie zasadniczej – zwycięzca w parze 1 1/8 finału.

Rywalizacja toczy się do dwóch wygranych meczów. Gospodarzami pierwszego spotkania są zespoły, które w fazie zasadniczej zajęły niższe miejsce, natomiast drugiego i potencjalnie trzeciego – te, które w fazie zasadniczej zajęły wyższe miejsce.
Zwycięzcy w parach 1 i 2 uzyskują bezpośredni awans do półfinałów, natomiast przegrani w parach 1 i 2 oraz zwycięzcy w parach 3 i 4 rywalizują w rundzie dodatkowej.
Runda dodatkowa

W rundzie dodatkowej pary tworzone są według klucza:
- para 1: przegrany w parze 2 ćwierćfinału – zwycięzca w parze 4 ćwierćfinału;
- para 2: przegrany w parze 1 ćwierćfinału – zwycięzca w parze 3 ćwierćfinału.

Zespoły w ramach pary rozgrywają dwumecz. O awansie do półfinałów decyduje liczba wygranych meczów. Jeżeli obie drużyny wygrają po jednym spotkaniu, o awansie decyduje tzw. złoty set grany do 15 punktów z dwoma punktami przewagi jednej z drużyn.
Półfinały

W półfinałach uczestniczą zwycięzcy w ćwierćfinałowych parach 1 i 2 oraz drużyny, które awansowały z rundy dodatkowej. Tworzą one pary według klucza:
- para 1: zwycięzca w parze 1 ćwierćfinału – zwycięzca w parze 1 rundy dodatkowej;
- para 2: zwycięzca w parze 2 ćwierćfinału – zwycięzca w parze 2 rundy dodatkowej.

Rywalizacja toczy się do dwóch wygranych meczów. Gospodarzami pierwszego spotkania są zespoły, które w fazie zasadniczej zajęły niższe miejsce, natomiast drugiego i potencjalnie trzeciego – te, które w fazie zasadniczej zajęły wyższe miejsce.
Zwycięzcy w parach uzyskują awans do finałów, natomiast przegrani rywalizują o 3. miejsce.
Mecze o 3. miejsce

O 3. miejsce grają przegrani w parach półfinałowych. Drużyny rozgrywają dwumecz. Jeżeli obie drużyny wygrają po jednym spotkaniu, o tym, który zespół zdobędzie brązowe medale, decyduje tzw. złoty set grany do 15 punktów z dwoma punktami przewagi jednej z drużyn.
Finały

O mistrzostwo grają zwycięzcy w parach półfinałowych. Rywalizacja toczy się do dwóch wygranych meczów. Gospodarzem pierwszego spotkania jest zespół, który w fazie zasadniczej zajął niższe miejsce, natomiast drugiego i potencjalnie trzeciego – ten, który w fazie zasadniczej zajął wyższe miejsce.

## Drużyny uczestniczące
| | Elitserien 2020/2021     |    |    |
| --- | ------------------------ | -- | -- |
| SOL | Sollentuna VK            | 1  | Ch |
| HYL | Hylte/Halmstad VBK       | 2  |    |
| FAL | Falkenbergs VBK          | 3  |    |
| ÖRK | Örkelljunga VK           | 4  |    |
| HAB | Habo Wolley              | 6  |    |
| LUN | Lunds VK                 | 7  |    |
| SÖD | Södertelge VBK           | 8  |    |
| VIN | Vingåkers VK             | 9  |    |
| FKÖ | RIG Falköping            | 11 |    |
| | Awans z Division 1 Norra |    |    |
| UPP | Uppsala VBS              | 1  |    |
| | Awans z Division 1 Södra |    |    |
| FLB | Floby VK                 | 1  |    |
| Oznaczenia: - kolumna pierwsza – skróty nazw drużyn wpisane na mapie (jeśli ta została zamieszczona), - kolumna trzecia – miejsce zajęte przez daną drużynę w poprzednim sezonie. |                          |    |    |

Uwagi:
- W sezonie 2019/2020 ze względu na przedwczesne zakończenie rozgrywek z powodu szerzenia się zakażeń wirusem SARS-CoV-2 nie wyłoniono mistrza Szwecji. W tabeli podane zostały miejsca, które poszczególne zespoły zajęły w fazie zasadniczej.
- Linköpings VC i Säters IF VBK wycofały się z rozgrywek po zakończeniu sezonu 2019/2020[2][3].
- RIG Falköping jako klub młodzieżowy uczestniczy wyłącznie w fazie zasadniczej.

## Faza zasadnicza

### Tabela wyników
| Gospodarz \ Gość1  | SOL | HYL | FAL | ÖRK | HAB | LUN | SÖD | VIN | UPP | FLB | FKÖ |
| ------------------ | --- | --- | --- | --- | --- | --- | --- | --- | --- | --- | --- |
| Sollentuna VK      | -   | 3:1 | 3:2 | 3:2 | 3:0 | 3:1 | 3:0 | 3:2 | 3:1 | 3:0 | 3:0 |
| Hylte/Halmstad VBK | 0:3 | -   | 3:0 | 3:2 | 3:0 | 3:0 | 3:1 | 3:2 | 3:0 | 3:1 | 3:0 |
| Falkenbergs VBK    | 0:3 | 1:3 | -   | 0:3 | 0:3 | 3:0 | 3:0 | 3:0 | 2:3 | 3:0 | 3:0 |
| Örkelljunga VK     | 0:3 | 2:3 | 0:3 | -   | 3:0 | 3:0 | 3:1 | 0:3 | 3:0 | 3:0 | 3:0 |
| Habo Wolley        | 0:3 | 2:3 | 3:0 | 3:1 | -   | 3:0 | 3:2 | 3:0 | 2:3 | 3:0 | 3:1 |
| Lunds VK           | 0:3 | 1:3 | 1:3 | 0:3 | 3:2 | -   | 3:1 | 3:2 | 3:0 | 3:0 | 3:0 |
| Södertelge VBK     | 0:3 | 0:3 | 0:3 | 0:3 | 3:0 | 2:3 | -   | 3:0 | 3:1 | 3:0 | 3:0 |
| Vingåkers VK       | 1:3 | 3:2 | 3:2 | 0:3 | 3:1 | 3:1 | 3:2 | -   | 3:0 | 3:1 | 3:1 |
| Uppsala VBS        | 0:3 | 0:3 | 0:3 | 0:3 | 0:3 | 0:3 | 3:1 | 3:1 | -   | 3:1 | 1:3 |
| Floby VK           | 1:3 | 1:3 | 1:3 | 0:3 | 1:3 | 2:3 | 3:2 | 1:3 | 3:2 | -   | 2:3 |
| RIG Falköping      | 0:3 | 0:3 | 0:3 | 0:3 | 2:3 | 1:3 | 2:3 | 0:3 | 0:3 | 0:3 | -   |

Źródło: Svenska Volleybollförbundet – Data Project (szw.)
1 Drużyna gospodarzy jest wymieniona po lewej stronie tabeli.
Kolory:
  zwycięstwo gospodarzy 3:0 lub 3:1
  zwycięstwo gospodarzy 3:2
  zwycięstwo gości 3:0 lub 3:1
  zwycięstwo gości 3:2

### Terminarz i wyniki spotkań
| Data       | Godz. | Gospodarz          | Rezultat                                | Gość               |
| ---------- | ----- | ------------------ | --------------------------------------- | ------------------ |
| TYDZIEŃ 1  |       |                    |                                         |                    |
| 26.09.2020 | 17:00 | Sollentuna VK      | 3:0 (25:20, 25:17, 25:18)               | Floby VK           |
| 26.09.2020 | 17:30 | Lunds VK           | 3:2 (25:18, 25:19, 23:25, 24:26, 15:12) | Habo Wolley        |
| 27.09.2020 | 16:00 | Södertelge VBK     | 0:3 (20:25, 20:25, 23:25)               | Falkenbergs VBK    |
| 27.09.2020 | 16:00 | Uppsala VBS        | 3:1 (15:25, 27:25, 25:22, 31:29)        | Vingåkers VK       |
| 27.09.2020 | 16:00 | Örkelljunga VK     | 3:0 (25:17, 25:23, 25:22)               | RIG Falköping      |
| TYDZIEŃ 2  |       |                    |                                         |                    |
| 03.10.2020 | 14:00 | Vingåkers VK       | 1:3 (33:31, 21:25, 17:25, 22:25)        | Sollentuna VK      |
| 03.10.2020 | 15:00 | Floby VK           | 2:3 (25:21, 23:25, 25:23, 27:29, 13:15) | Lunds VK           |
| 03.10.2020 | 17:00 | RIG Falköping      | 0:3 (24:26, 18:25, 22:25)               | Uppsala VBS        |
| 04.10.2020 | 16:00 | Habo Wolley        | 2:3 (18:25, 25:22, 26:24, 23:25, 10:15) | Hylte/Halmstad VBK |
| 04.10.2020 | 17:00 | Falkenbergs VBK    | 0:3 (23:25, 19:25, 22:25)               | Örkelljunga VK     |
| TYDZIEŃ 3  |       |                    |                                         |                    |
| 10.10.2020 | 15:00 | Lunds VK           | 3:2 (23:25, 20:25, 28:26, 25:17, 16:14) | Vingåkers VK       |
| 10.10.2020 | 16:00 | Uppsala VBS        | 3:1 (23:25, 25:22, 25:23, 25:20)        | Floby VK           |
| 10.10.2020 | 16:00 | Habo Wolley        | 0:3 (23:25, 17:25, 24:26)               | Sollentuna VK      |
| 10.10.2020 | 16:30 | Hylte/Halmstad VBK | 3:1 (25:17, 23:25, 25:22, 25:20)        | Södertelge VBK     |
| 11.10.2020 | 17:00 | Falkenbergs VBK    | 3:0 (29:27, 25:15, 25:16)               | RIG Falköping      |
| TYDZIEŃ 4  |       |                    |                                         |                    |
| 17.10.2020 | 14:00 | Vingåkers VK       | 3:2 (22:25, 25:20, 25:20, 23:25, 15:13) | Falkenbergs VBK    |
| 17.10.2020 | 15:00 | Floby VK           | 1:3 (13:25, 25:18, 23:25, 19:25)        | Habo Wolley        |
| 17.10.2020 | 16:00 | Södertelge VBK     | 0:3 (25:27, 15:25, 20:25)               | Örkelljunga VK     |
| 17.10.2020 | 17:00 | Sollentuna VK      | 3:1 (25:23, 19:25, 25:17, 25:20)        | Hylte/Halmstad VBK |
| 17.10.2020 | 17:15 | Uppsala VBS        | 0:3 (23:25, 17:25, 17:25)               | Lunds VK           |
| 18.10.2020 | 14:00 | Vingåkers VK       | 3:2 (25:18, 23:25, 25:18, 23:25, 16:14) | Södertelge VBK     |
| 18.10.2020 | 14:30 | RIG Falköping      | 0:3 (16:25, 17:25, 20:25)               | Hylte/Halmstad VBK |
| 18.10.2020 | 15:00 | Floby VK           | 0:3 (16:25, 19:25, 20:25)               | Örkelljunga VK     |
| 18.10.2020 | 17:00 | Sollentuna VK      | 3:1 (20:25, 25:13, 25:14, 25:23)        | Uppsala VBS        |
| TYDZIEŃ 5  |       |                    |                                         |                    |
| 24.10.2020 | 14:30 | Lunds VK           | 0:3 (17:25, 21:25, 21:25)               | Sollentuna VK      |
| 25.10.2020 | 16:00 | Södertelge VBK     | 3:0 (25:20, 25:12, 25:22)               | Floby VK           |
| 25.10.2020 | 16:30 | Hylte/Halmstad VBK | 3:2 (19:25, 25:21, 21:25, 25:23, 15:12) | Vingåkers VK       |
| TYDZIEŃ 6  |       |                    |                                         |                    |
| 07.11.2020 | 15:00 | Lunds VK           | 1:3 (25:22, 21:25, 17:25, 20:25)        | Falkenbergs VBK    |
| 07.11.2020 | 16:00 | Uppsala VBS        | 0:3 (23:25, 21:25, 19:25)               | Habo Wolley        |
| TYDZIEŃ 7  |       |                    |                                         |                    |
| 14.11.2020 | 16:30 | Hylte/Halmstad VBK | 3:0 (25:16, 25:16, 25:20)               | Lunds VK           |
| 15.11.2020 | 16:00 | Södertelge VBK     | 3:0 (25:23, 25:17, 25:17)               | Habo Wolley        |
| 15.11.2020 | 16:00 | Örkelljunga VK     | 0:3 (22:25, 22:25, 23:25)               | Sollentuna VK      |
| 15.11.2020 | 17:00 | Falkenbergs VBK    | 2:3 (25:23, 21:25, 20:25, 25:21, 13:15) | Uppsala VBS        |
| TYDZIEŃ 8  |       |                    |                                         |                    |
| 21.11.2020 | 15:00 | Floby VK           | 1:3 (25:22, 22:25, 20:25, 24:26)        | Falkenbergs VBK    |
| 21.11.2020 | 16:00 | Uppsala VBS        | 0:3 (18:25, 20:25, 17:25)               | Hylte/Halmstad VBK |
| 21.11.2020 | 17:00 | Sollentuna VK      | 3:0 (25:15, 25:23, 25:15)               | Södertelge VBK     |
| 21.11.2020 | 17:30 | Lunds VK           | 0:3 (18:25, 26:28, 19:25)               | Örkelljunga VK     |
| 22.11.2020 | 16:00 | Örkelljunga VK     | 3:0 (26:24, 25:8, 25:19)                | Uppsala VBS        |
| 22.11.2020 | 16:00 | RIG Falköping      | 0:3 (17:25, 12:25, 31:33)               | Floby VK           |
| 22.11.2020 | 16:00 | Habo Wolley        | 3:0 (25:21, 28:26, 30:28)               | Falkenbergs VBK    |
| TYDZIEŃ 9  |       |                    |                                         |                    |
| 26.11.2020 | 19:00 | Örkelljunga VK     | 2:3 (21:25, 20:25, 25:15, 25:21, 9:15)  | Hylte/Halmstad VBK |
| 28.11.2020 | 14:00 | Vingåkers VK       | 3:1 (25:23, 24:26, 26:24, 25:23)        | Habo Wolley        |
| 28.11.2020 | 15:00 | Floby VK           | 1:3 (19:25, 27:25, 20:25, 14:25)        | Hylte/Halmstad VBK |
| 28.11.2020 | 16:30 | RIG Falköping      | 1:3 (25:19, 20:25, 19:25, 24:26)        | Lunds VK           |
| 29.11.2020 | 16:00 | Falkenbergs VBK    | 0:3 (15:25, 19:25, 20:25)               | Sollentuna VK      |
| TYDZIEŃ 10 |       |                    |                                         |                    |
| 02.12.2020 | 19:00 | Habo Wolley        | 3:1 (18:25, 25:14, 25:23, 25:18)        | RIG Falköping      |
| 05.12.2020 | 15:00 | Floby VK           | 1:3 (25:19, 14:25, 15:25, 21:25)        | Vingåkers VK       |
| 05.12.2020 | 16:00 | Habo Wolley        | 3:1 (27:25, 23:25, 25:23, 25:19)        | Örkelljunga VK     |
| 05.12.2020 | 16:30 | Hylte/Halmstad VBK | 3:0 (25:14, 25:23, 25:19)               | Falkenbergs VBK    |
| 05.12.2020 | 17:00 | Sollentuna VK      | 3:0 (25:20, 25:16, 25:21)               | RIG Falköping      |
| 06.12.2020 | 14:00 | Vingåkers VK       | 0:3 (18:25, 27:29, 17:25)               | Örkelljunga VK     |
| TYDZIEŃ 11 |       |                    |                                         |                    |
| 08.12.2020 | 19:00 | Södertelge VBK     | 3:1 (23:25, 25:20, 25:19, 25:15)        | Uppsala VBS        |
| 12.12.2020 | 14:00 | Vingåkers VK       | 3:0 (25:23, 32:30, 25:21)               | Uppsala VBS        |
| 12.12.2020 | 14:30 | RIG Falköping      | 2:3 (25:23, 21:25, 25:19, 21:25, 10:15) | Habo Wolley        |
| 12.12.2020 | 16:00 | Södertelge VBK     | 0:3 (15:25, 16:25, 13:25)               | Sollentuna VK      |
| 13.12.2020 | 14:00 | Vingåkers VK       | 3:1 (21:25, 25:13, 25:18, 25:23)        | RIG Falköping      |
| 13.12.2020 | 16:00 | Örkelljunga VK     | 3:0 (25:20, 25:16, 25:17)               | Lunds VK           |
| TYDZIEŃ 12 |       |                    |                                         |                    |
| 19.12.2020 | 16:00 | Södertelge VBK     | 3:0 (26:24, 27:25, 25:17)               | RIG Falköping      |
| 19.12.2020 | 16:30 | Hylte/Halmstad VBK | 3:0 (25:20, 25:19, 25:16)               | Habo Wolley        |
| 19.12.2020 | 17:00 | Sollentuna VK      | 3:2 (25:21, 22:25, 25:27, 25:20, 15:5)  | Vingåkers VK       |
| 20.12.2020 | 16:00 | Lunds VK           | 3:1 (25:16, 20:25, 25:17, 25:16)        | Södertelge VBK     |
| 20.12.2020 | 16:00 | Örkelljunga VK     | 3:0 (25:19, 25:18, 25:19)               | Floby VK           |
| TYDZIEŃ 13 |       |                    |                                         |                    |
| 05.01.2021 | 19:00 | Habo Wolley        | 3:2 (21:25, 25:18, 25:16, 26:28, 15:11) | Södertelge VBK     |
| 05.01.2021 | 19:00 | Floby VK           | 3:2 (20:25, 25:22, 14:25, 25:18, 15:13) | Uppsala VBS        |
| 06.01.2021 | 14:00 | Vingåkers VK       | 3:1 (25:22, 35:37, 25:19, 32:30)        | Lunds VK           |
| 06.01.2021 | 17:00 | Sollentuna VK      | 3:2 (23:25, 25:23, 25:10, 20:25, 15:9)  | Örkelljunga VK     |
| 09.01.2021 | 15:30 | Hylte/Halmstad VBK | 3:1 (25:19, 25:16, 23:25, 25:10)        | Floby VK           |
| 09.01.2021 | 16:00 | Uppsala VBS        | 0:3 (19:25, 24:26, 13:25)               | Sollentuna VK      |
| TYDZIEŃ 14 |       |                    |                                         |                    |
| 16.01.2021 | 14:00 | Vingåkers VK       | 3:2 (19:25, 20:25, 32:30, 25:18, 15:10) | Hylte/Halmstad VBK |
| 16.01.2021 | 17:00 | RIG Falköping      | 0:3 (21:25, 12:25, 18:25)               | Örkelljunga VK     |
| TYDZIEŃ 15 |       |                    |                                         |                    |
| 23.01.2021 | 15:00 | RIG Falköping      | 0:3 (9:25, 19:25, 17:25)                | Falkenbergs VBK    |
| TYDZIEŃ 16 |       |                    |                                         |                    |
| 27.01.2021 | 19:00 | Falkenbergs VBK    | 1:3 (25:21, 20:25, 22:25, 21:25)        | Hylte/Halmstad VBK |
| 30.01.2021 | 16:00 | Habo Wolley        | 2:3 (25:23, 22:25, 25:14, 18:25, 11:15) | Uppsala VBS        |
| 30.01.2021 | 16:30 | Hylte/Halmstad VBK | 3:0 (26:24, 25:22, 25:17)               | RIG Falköping      |
| 30.01.2021 | 17:30 | Lunds VK           | 3:0 (25:19, 25:21, 25:20)               | Floby VK           |
| 31.01.2021 | 13:00 | Lunds VK           | 3:0 (25:16, 25:15, 25:16)               | RIG Falköping      |
| 31.01.2021 | 16:00 | Uppsala VBS        | 3:1 (27:25, 23:25, 25:22, 25:21)        | Södertelge VBK     |
| 31.01.2021 | 17:00 | Falkenbergs VBK    | 0:3 (18:25, 20:25, 22:25)               | Habo Wolley        |
| TYDZIEŃ 17 |       |                    |                                         |                    |
| 04.02.2021 | 19:00 | Falkenbergs VBK    | 3:0 (25:17, 25:18, 25:17)               | Floby VK           |
| 06.02.2021 | 16:00 | Södertelge VBK     | 0:3 (16:25, 23:25, 22:25)               | Hylte/Halmstad VBK |
| 06.02.2021 | 16:00 | Habo Wolley        | 3:0 (26:24, 25:23, 25:22)               | Floby VK           |
| 06.02.2021 | 17:00 | Sollentuna VK      | 3:1 (25:22, 25:16, 23:25, 25:21)        | Lunds VK           |
| 07.02.2021 | 14:00 | Södertelge VBK     | 2:3 (25:16, 25:23, 24:26, 22:25, 13:15) | Lunds VK           |
| 07.02.2021 | 16:00 | Uppsala VBS        | 0:3 (18:25, 16:25, 20:25)               | Falkenbergs VBK    |
| TYDZIEŃ 18 |       |                    |                                         |                    |
| 13.02.2021 | 15:00 | Falkenbergs VBK    | 3:0 (25:22, 25:22, 25:22)               | Vingåkers VK       |
| 13.02.2021 | 15:00 | Örkelljunga VK     | 3:1 (22:25, 25:14, 25:20, 25:14)        | Södertelge VBK     |
| 13.02.2021 | 15:00 | Floby VK           | 2:3 (21:25, 25:20, 25:19, 23:25, 14:16) | RIG Falköping      |
| 14.02.2021 | 15:00 | Floby VK           | 3:2 (17:25, 25:21, 25:21, 21:25, 19:17) | Södertelge VBK     |
| 14.02.2021 | 16:00 | Habo Wolley        | 3:0 (25:21, 25:22, 25:23)               | Vingåkers VK       |
| 14.02.2021 | 16:00 | RIG Falköping      | 0:3 (20:25, 16:25, 17:25)               | Sollentuna VK      |
| 14.02.2021 | 17:00 | Falkenbergs VBK    | 3:0 (25:21, 25:22, 25:21)               | Lunds VK           |
| TYDZIEŃ 19 |       |                    |                                         |                    |
| 18.02.2021 | 19:00 | Örkelljunga VK     | 3:0 (25:20, 25:12, 25:21)               | Habo Wolley        |
| 20.02.2021 | 14:00 | Vingåkers VK       | 3:1 (22:25, 25:16, 25:22, 25:19)        | Floby VK           |
| 20.02.2021 | 15:00 | Sollentuna VK      | 3:0 (25:20, 25:22, 25:22)               | Habo Wolley        |
| 20.02.2021 | 16:00 | Uppsala VBS        | 0:3 (18:25, 17:25, 19:25)               | Örkelljunga VK     |
| 20.02.2021 | 16:30 | RIG Falköping      | 2:3 (25:19, 21:25, 25:23, 22:25, 7:15)  | Södertelge VBK     |
| 20.02.2021 | 17:30 | Lunds VK           | 1:3 (14:25, 20:25, 25:16, 27:29)        | Hylte/Halmstad VBK |
| 21.02.2021 | 15:00 | Hylte/Halmstad VBK | 0:3 (23:25, 20:25, 22:25)               | Sollentuna VK      |
| 21.02.2021 | 15:00 | Uppsala VBS        | 1:3 (23:25, 25:17, 26:28, 21:25)        | RIG Falköping      |
| 21.02.2021 | 16:00 | Södertelge VBK     | 3:0 (25:20, 25:19, 25:22)               | Vingåkers VK       |
| 21.02.2021 | 16:00 | Örkelljunga VK     | 0:3 (21:25, 23:25, 19:25)               | Falkenbergs VBK    |
| TYDZIEŃ 20 |       |                    |                                         |                    |
| 26.02.2021 | 19:00 | Hylte/Halmstad VBK | 3:2 (25:22, 13:25, 25:22, 20:25, 20:18) | Örkelljunga VK     |
| 27.02.2021 | 14:30 | Sollentuna VK      | 3:2 (22:25, 21:25, 25:21, 25:23, 15:13) | Falkenbergs VBK    |
| 27.02.2021 | 15:00 | Lunds VK           | 3:0 (25:19, 28:26, 25:21)               | Uppsala VBS        |
| 27.02.2021 | 17:00 | RIG Falköping      | 0:3 (0:25, 0:25, 0:25)                  | Vingåkers VK       |
| 28.02.2021 | 14:00 | Hylte/Halmstad VBK | 3:0 (25:18, 25:21, 25:13)               | Uppsala VBS        |
| 28.02.2021 | 15:00 | Floby VK           | 1:3 (25:20, 18:25, 23:25, 16:25)        | Sollentuna VK      |
| 28.02.2021 | 16:00 | Örkelljunga VK     | 0:3 (18:25, 22:25, 16:25)               | Vingåkers VK       |
| 28.02.2021 | 16:00 | Habo Wolley        | 3:0 (25:23, 25:20, 25:18)               | Lunds VK           |
| 28.02.2021 | 17:00 | Falkenbergs VBK    | 3:0 (25:13, 25:12, 25:19)               | Södertelge VBK     |

### Tabela
| Lp. | Drużyna            | Pkt | Mecze | Mecze | Mecze | Rodzaj wyniku | Rodzaj wyniku | Rodzaj wyniku | Rodzaj wyniku | Rodzaj wyniku | Rodzaj wyniku | Sety | Sety | Sety  | Małe punkty | Małe punkty | Małe punkty |
| Lp. | Drużyna            | Pkt | M     | W     | P     | 3:0           | 3:1           | 3:2           | 2:3           | 1:3           | 0:3           | wyg. | prz. | stos. | zdob.       | str.        | stos.       |
| --- | ------------------ | --- | ----- | ----- | ----- | ------------- | ------------- | ------------- | ------------- | ------------- | ------------- | ---- | ---- | ----- | ----------- | ----------- | ----------- |
| 1   | Sollentuna VK      | 57  | 20    | 20    | 0     | 12            | 5             | 3             | 0             | 0             | 0             | 60   | 11   | 5.45  | 1718        | 1407        | 1.22        |
| 2   | Hylte/Halmstad VBK | 48  | 20    | 17    | 3     | 8             | 5             | 4             | 1             | 1             | 1             | 54   | 22   | 2.45  | 1766        | 1555        | 1.14        |
| 3   | Örkelljunga VK     | 42  | 20    | 13    | 7     | 12            | 1             | 0             | 3             | 1             | 3             | 46   | 22   | 2.09  | 1589        | 1394        | 1.14        |
| 4   | Falkenbergs VBK    | 36  | 20    | 11    | 9     | 9             | 2             | 0             | 3             | 1             | 5             | 40   | 29   | 1.38  | 1585        | 1489        | 1.06        |
| 5   | Habo Wolley        | 34  | 20    | 11    | 9     | 6             | 3             | 2             | 3             | 1             | 5             | 40   | 34   | 1.18  | 1656        | 1647        | 1.01        |
| 6   | Vingåkers VK       | 33  | 20    | 11    | 9     | 3             | 5             | 3             | 3             | 2             | 4             | 41   | 38   | 1.08  | 1829        | 1718        | 1.06        |
| 7   | Lunds VK           | 26  | 20    | 10    | 10    | 4             | 2             | 4             | 0             | 4             | 6             | 34   | 40   | 0.85  | 1648        | 1681        | 0.98        |
| 8   | Södertelge VBK     | 21  | 20    | 6     | 14    | 4             | 1             | 1             | 4             | 4             | 6             | 30   | 45   | 0.67  | 1573        | 1695        | 0.93        |
| 9   | Uppsala VBS        | 17  | 20    | 6     | 14    | 1             | 3             | 2             | 1             | 3             | 10            | 23   | 49   | 0.47  | 1517        | 1702        | 0.89        |
| 10  | Floby VK           | 9   | 20    | 3     | 17    | 1             | 0             | 2             | 2             | 8             | 7             | 21   | 55   | 0.38  | 1561        | 1789        | 0.87        |
| 11  | RIG Falköping      | 7   | 20    | 2     | 18    | 0             | 1             | 1             | 2             | 3             | 13            | 13   | 57   | 0.23  | 1328        | 1693        | 0.78        |

Źródło: Svenska Volleybollförbundet – Data Project (szw.)
Punktacja: 3:0 i 3:1 – 3 pkt; 3:2 – 2 pkt; 2:3 – 1 pkt; 1:3 i 0:3 – 0 pkt
Zasady ustalania kolejności: 1. liczba punktów; 2. liczba zwycięstw; 3. stosunek setów; 4. stosunek małych punktów; 5. bilans w bezpośrednich meczach
     Faza play-off – 1/8 finału
     Faza play-off – ćwierćfinały

## Faza play-off

### Drabinka
|  | 1/8 finału | 1/8 finału     | 1/8 finału         | 1/8 finału | 1/8 finału |                |   | Ćwierćfinały | Ćwierćfinały    | Ćwierćfinały | Ćwierćfinały | Ćwierćfinały |                    |   | Runda dodatkowa | Runda dodatkowa | Runda dodatkowa | Runda dodatkowa | Runda dodatkowa |                 |   | Półfinały | Półfinały | Półfinały | Półfinały | Półfinały |  |  | Finały             | Finały        | Finały | Finały | Finały |   |
|  |            |                |                    |            |            |                |   |              |                 |              |              |              |                    |   |                 |                 |                 |                 |                 |                 |   |           |           |           |           |           |  |  |                    |               |        |        |        |   |
|  |            |                |                    |            |            |                |   | 1            | Sollentuna VK   | 2            | 3            | 2            |                    |   |                 |                 |                 |                 |                 |                 |   |           |           |           |           |           |  |  |                    |               |        |        |        |   |
|  |            |                |                    |            |            |                |   | 4            | Falkenbergs VBK | 3            | 0            | 3            |                    |   |                 |                 |                 |                 |                 |                 |   |           |           |           |           |           |  |  |                    |               |        |        |        |   |
|  |            | 4              | Falkenbergs VBK    | 3          | 3          |                |   | 4            | Falkenbergs VBK | 3            | 0            | 3            |                    |   |                 |                 |                 |                 |                 |                 |   |           |           |           |           |           |  |  |                    |               |        |        |        |   |
|  |            |                |                    |            |            |                |   |              |                 |              |              |              |                    |   |                 |                 |                 |                 |                 |                 |   |           |           |           |           |           |  |  |                    |               |        |        |        |   |
|  |            | 3              | Örkelljunga VK     | 1          | 0          |                |   |              |                 |              |              |              |                    |   |                 |                 |                 |                 |                 |                 |   |           |           |           |           |           |  |  |                    |               |        |        |        |   |
|  | 7          | 3              | Örkelljunga VK     | 1          | 0          | Lunds VK       | 3 | 3            | 2               | 6            | Vingåkers VK | 0            | 3                  | 3 | 3               | Örkelljunga VK  | 3               | 3               | 2               |                 |   |           |           |           |           |           |  |  |                    |               |        |        |        |   |
|  | 7          |                |                    |            |            | Lunds VK       | 3 | 3            | 2               | 6            | Vingåkers VK | 0            | 3                  | 3 | 3               | Örkelljunga VK  | 3               | 3               | 2               |                 |   |           |           |           |           |           |  |  |                    |               |        |        |        |   |
|  | 10         | Floby VK       | 2                  | 0          | 0          |                |   | 7            | Lunds VK        | 3            | 1            | 0            |                    |   | 6               | Vingåkers VK    | 0               | 1               | 0               |                 |   |           |           |           |           |           |  |  |                    |               |        |        |        |   |
|  | 10         | Floby VK       | 2                  | 0          | 0          |                |   |              |                 |              |              |              |                    | 4 | 6               | Vingåkers VK    | 0               | 1               | 0               | Falkenbergs VBK | 1 | 0         |           |           |           |           |  |  |                    |               |        |        |        |   |
|  |            |                |                    |            |            |                |   |              |                 |              |              |              |                    |   |                 |                 |                 |                 |                 |                 |   |           |           |           |           |           |  |  |                    |               |        |        |        |   |
|  |            | 2              | Hylte/Halmstad VBK | 3          | 3          |                |   |              |                 |              |              |              |                    |   |                 |                 |                 |                 |                 |                 |   |           |           |           |           |           |  |  |                    |               |        |        |        |   |
|  |            | 2              | Hylte/Halmstad VBK | 3          | 3          |                |   |              |                 |              |              | 2            | Hylte/Halmstad VBK | 2 | 3               | 3               |                 |                 |                 |                 |   |           |           |           |           |           |  |  |                    |               |        |        |        |   |
|  |            |                |                    |            |            |                |   |              |                 |              |              | 2            | Hylte/Halmstad VBK | 2 | 3               | 3               |                 |                 |                 |                 |   |           |           |           |           |           |  |  |                    |               |        |        |        |   |
|  |            |                |                    |            |            |                |   | 3            | Örkelljunga VK  | 3            | 1            | 1            |                    |   |                 |                 |                 |                 |                 |                 |   |           |           |           |           |           |  |  |                    |               |        |        |        |   |
|  |            | 2              | Hylte/Halmstad VBK | 3          | 3          |                |   | 3            | Örkelljunga VK  | 3            | 1            | 1            |                    |   |                 |                 |                 |                 |                 |                 |   |           |           |           |           |           |  |  |                    |               |        |        |        |   |
|  |            |                |                    |            |            |                |   |              |                 |              |              |              |                    |   |                 |                 |                 |                 |                 |                 |   |           |           |           |           |           |  |  |                    |               |        |        |        |   |
|  |            | 1              | Sollentuna VK      | 1          | 2          |                |   |              |                 |              |              |              |                    |   |                 |                 |                 |                 |                 |                 |   |           |           |           |           |           |  |  |                    |               |        |        |        |   |
|  | 8          | 1              | Sollentuna VK      | 1          | 2          | Södertelge VBK | 3 | 3            | 2               | 5            | Habo Wolley  | 2            | 3                  | 3 | 1               | Sollentuna VK   | 3               | 1               | 1 (15)          |                 |   |           |           |           |           |           |  |  |                    |               |        |        |        |   |
|  | 8          |                |                    |            |            | Södertelge VBK | 3 | 3            | 2               | 5            | Habo Wolley  | 2            | 3                  | 3 | 1               | Sollentuna VK   | 3               | 1               | 1 (15)          |                 |   |           |           |           |           |           |  |  |                    |               |        |        |        |   |
|  | 9          | Uppsala VBS    | 0                  | 0          | 0          |                |   | 8            | Södertelge VBK  | 3            | 0            | 0            |                    |   | 5               | Habo Wolley     | 0               | 3               | 1 (10)          |                 |   |           |           |           |           |           |  |  |                    |               |        |        |        |   |
|  | 9          | Uppsala VBS    | 0                  | 0          | 0          |                |   | 8            | Södertelge VBK  | 3            | 0            | 0            |                    |   | 5               | Habo Wolley     | 0               | 3               | 1 (10)          |                 |   |           |           |           |           |           |  |  | Mecze o 3. miejsce |               |        |        |        |   |
|  |            |                |                    |            |            |                |   |              |                 |              |              |              |                    |   |                 |                 |                 |                 |                 |                 |   |           |           |           |           |           |  |  |                    |               |        |        |        |   |
|  |            |                |                    |            |            |                |   |              |                 |              |              |              |                    |   |                 |                 |                 |                 |                 |                 |   |           |           |           |           |           |  |  |                    |               |        |        |        |   |
|  |            |                |                    |            |            |                |   |              |                 |              |              |              |                    |   |                 |                 |                 |                 |                 |                 |   |           |           |           |           |           |  |  | 1                  | Sollentuna VK | 3      | 3      | 2      | 2 |
|  |            |                |                    |            |            |                |   |              |                 |              |              |              |                    |   |                 |                 |                 |                 |                 |                 |   |           |           |           |           |           |  |  |                    | Sollentuna VK | 3      | 3      | 2      | 2 |
|  | 3          | Örkelljunga VK | 2                  | 0          | 0          | 0              |   |              |                 |              |              |              |                    |   |                 |                 |                 |                 |                 |                 |   |           |           |           |           |           |  |  |                    |               |        |        |        |   |

### 1/16 finału
(dwumecz)
| Data               | Godz.              | Gospodarz          | Rezultat                                | Gość                   |
| ------------------ | ------------------ | ------------------ | --------------------------------------- | ---------------------- |
| Lunds VK (7)       | Lunds VK (7)       | Lunds VK (7)       | 2 – 0                                   | (10) Floby VK          |
| 04.03.2021         | 19:00              | Floby VK           | 2:3 (23:25, 25:23, 19:25, 25:23, 11:15) | Lunds VK               |
| 06.03.2021         | 15:00              | Lunds VK           | 3:0 (25:15, 25:23, 25:23)               | Floby VK               |
| Södertelge VBK (8) | Södertelge VBK (8) | Södertelge VBK (8) | 2 – 0                                   | (9) Uppsala Volleyboll |
| 04.03.2021         | 19:00              | Uppsala VBS        | 0:3 (27:29, 19:25, 23:25)               | Södertelge VBK         |
| 06.03.2021         | 16:00              | Södertelge VBK     | 3:0 (26:24, 25:11, 25:19)               | Uppsala VBS            |

### Ćwierćfinały
(do dwóch zwycięstw)
| Data                      | Godz.                     | Gospodarz                 | Rezultat                                | Gość                |
| ------------------------- | ------------------------- | ------------------------- | --------------------------------------- | ------------------- |
| Sollentuna VK (1)         | Sollentuna VK (1)         | Sollentuna VK (1)         | 1 – 2                                   | (4) Falkenbergs VBK |
| 20.03.2021                | 15:00                     | Falkenbergs VBK           | 3:2 (20:25, 29:27, 27:29, 25:23, 15:11) | Sollentuna VK       |
| 21.03.2021                | 16:00                     | Sollentuna VK             | 3:0 (25:18, 25:14, 25:16)               | Falkenbergs VBK     |
| 25.03.2021                | 19:00                     | Sollentuna VK             | 2:3 (21:25, 25:22, 17:25, 25:23, 11:15) | Falkenbergs VBK     |
| Hylte/Halmstad Volley (2) | Hylte/Halmstad Volley (2) | Hylte/Halmstad Volley (2) | 2 – 1                                   | (3) Örkelljunga VK  |
| 14.03.2021                | 16:00                     | Örkelljunga VK            | 3:2 (27:29, 25:16, 25:23, 20:25, 15:11) | Hylte/Halmstad VBK  |
| 20.03.2021                | 16:30                     | Hylte/Halmstad VBK        | 3:1 (25:22, 25:17, 22:25, 25:16)        | Örkelljunga VK      |
| 24.03.2021                | 19:00                     | Hylte/Halmstad VBK        | 3:1 (25:19, 25:22, 21:25, 25:20)        | Örkelljunga VK      |
| Habo Wolley (5)           | Habo Wolley (5)           | Habo Wolley (5)           | 2 – 1                                   | (8) Södertelge VBK  |
| 13.03.2021                | 16:00                     | Södertelge VBK            | 3:2 (13:25, 26:24, 22:25, 25:22, 15:12) | Habo Wolley         |
| 21.03.2021                | 16:00                     | Habo Wolley               | 3:0 (25:14, 25:15, 32:30)               | Södertelge VBK      |
| 24.03.2021                | 19:00                     | Habo Wolley               | 3:0 (25:23, 25:21, 25:20)               | Södertelge VBK      |
| Vingåkers VK (6)          | Vingåkers VK (6)          | Vingåkers VK (6)          | 2 – 1                                   | (7) Lunds VK        |
| 13.03.2021                | 15:00                     | Lunds VK                  | 3:0 (26:24, 25:20, 25:17)               | Vingåkers VK        |
| 20.03.2021                | 14:00                     | Vingåkers VK              | 3:1 (22:25, 25:20, 25:16, 25:21)        | Lunds VK            |
| 25.03.2021                | 19:00                     | Vingåkers VK              | 3:0 (25:19, 25:18, 25:22)               | Lunds VK            |

### Runda dodatkowa
(dwumecz)
| Data               | Godz.              | Gospodarz          | Rezultat                         | Gość             |
| ------------------ | ------------------ | ------------------ | -------------------------------- | ---------------- |
| Sollentuna VK (1)  | Sollentuna VK (1)  | Sollentuna VK (1)  | 1 – 1                            | (5) Habo Wolley  |
| 28.03.2021         | 16:00              | Habo Wolley        | 0:3 (25:27, 20:25, 22:25)        | Sollentuna VK    |
| 31.03.2021         | 19:00              | Sollentuna VK      | 1:3 (25:15, 28:30, 17:25, 29:31) | Habo Wolley      |
| —                  | —                  | Sollentuna VK      | złoty set: 15:10                 | Habo Wolley      |
| Örkelljunga VK (3) | Örkelljunga VK (3) | Örkelljunga VK (3) | 2 – 0                            | (6) Vingåkers VK |
| 27.03.2021         | 14:00              | Vingåkers VK       | 0:3 (16:25, 14:25, 21:25)        | Örkelljunga VK   |
| 01.04.2021         | 19:00              | Örkelljunga VK     | 3:1 (25:23, 25:21, 23:25, 25:23) | Vingåkers VK     |

### Półfinały
(do dwóch zwycięstw)
| Data               | Godz.              | Gospodarz          | Rezultat                                | Gość                      |
| ------------------ | ------------------ | ------------------ | --------------------------------------- | ------------------------- |
| Sollentuna VK (1)  | Sollentuna VK (1)  | Sollentuna VK (1)  | 0 – 2                                   | (2) Hylte/Halmstad Volley |
| 10.04.2021         | 15:00              | Hylte/Halmstad VBK | 3:1 (25:18, 22:25, 25:19, 25:16)        | Sollentuna VK             |
| 12.04.2021         | 19:00              | Sollentuna VK      | 2:3 (26:24, 12:25, 20:25, 25:21, 13:15) | Hylte/Halmstad VBK        |
| Örkelljunga VK (3) | Örkelljunga VK (3) | Örkelljunga VK (3) | 0 – 2                                   | (4) Falkenbergs VBK       |
| 04.04.2021         | 17:00              | Falkenbergs VBK    | 3:1 (25:22, 22:25, 25:14, 25:21)        | Örkelljunga VK            |
| 11.04.2021         | 16:00              | Örkelljunga VK     | 0:3 (15:25, 19:25, 22:25)               | Falkenbergs VBK           |

### Mecze o 3. miejsce
(dwumecz)
| Data              | Godz.             | Gospodarz         | Rezultat                                | Gość               |
| ----------------- | ----------------- | ----------------- | --------------------------------------- | ------------------ |
| Sollentuna VK (1) | Sollentuna VK (1) | Sollentuna VK (1) | 2 – 0                                   | (3) Örkelljunga VK |
| 20.04.2021        | 19:00             | Örkelljunga VK    | 2:3 (25:22, 27:25, 23:25, 23:25, 10:15) | Sollentuna VK      |
| 24.04.2021        | 17:00             | Sollentuna VK     | 3:0 (25:21, 25:22, 25:16)               | Örkelljunga VK     |

### Finały
(do dwóch zwycięstw)
| Data                      | Godz.                     | Gospodarz                 | Rezultat                         | Gość                |
| ------------------------- | ------------------------- | ------------------------- | -------------------------------- | ------------------- |
| Hylte/Halmstad Volley (2) | Hylte/Halmstad Volley (2) | Hylte/Halmstad Volley (2) | 2 – 0                            | (4) Falkenbergs VBK |
| 18.04.2021                | 17:00                     | Falkenbergs VBK           | 1:3 (17:25, 17:25, 25:23, 24:26) | Hylte/Halmstad VBK  |
| 22.04.2021                | 19:00                     | Hylte/Halmstad VBK        | 3:0 (25:17, 25:18, 25:22)        | Falkenbergs VBK     |

## Klasyfikacja końcowa
| Poz. | Drużyna            |
| ---- | ------------------ |
| 1.   | Hylte/Halmstad VBK |
| 2.   | Falkenbergs VBK    |
| 3.   | Sollentuna VK      |
| 4.   | Örkelljunga VK     |
| 5.   | Habo Wolley        |
| 6.   | Vingåkers VK       |
| 7.   | Lunds VK           |
| 8.   | Södertelge VBK     |
| 9.   | Uppsala VBS        |
| 10.  | Floby VK           |
| 11.  | RIG Falköping      |

     Eliminacje Ligi Mistrzów 2021/2022
     Puchar Challenge 2021/2022